# Fai bei sogni
Fai bei sogni (Internationale titel: Sweet Dreams) is een Italiaans-Franse film uit 2016, geregisseerd door Marco Bellocchio en gebaseerd op de gelijknamige roman van Massimo Gramellini. De film ging op 12 mei in première op het filmfestival van Cannes in de sectie Quinzaine des Réalisateurs.

## Verhaal
Op de laatste dag van het jaar 1961 ziet de toen negenjarige Massimo zijn vader in de gang staan met twee mannen. Zijn moeder is die dag overleden. Massimo groeit op en wordt journalist maar begint paniekaanvallen te krijgen. Samen met zijn nieuwe vriendin Elisa gaat hij op zoek naar de ware toedracht van zijn moeder’s dood.

## Rolverdeling
| Acteur              | Personage                                           |
| ------------------- | --------------------------------------------------- |
| Barbara Ronchi      | de moeder van Massimo                               |
| Nicolò Cabras       | Massimo als kind                                    |
| Guido Caprino       | de vader van Massimo                                |
| Valerio Mastandrea  | Massimo                                             |
| Fabrizio Gifuni     | Athos Giovanni                                      |
| Dario Dal Pero      | Massimo als adolescent                              |
| Bérénice Bejo       | Elisa, de dokter                                    |
| Emmanuelle Devos    | de moeder van de beste schoolvriend van Massimo     |
| Roberto Herlitzka   | de priester en leraar aardrijkskunde                |
| Linda Messerklinger | de vriendin van de ouder geworden vader van Massimo |